# المدرسة العليا الخاصة للهندسة والتكنولوجيا
المدرسة العليا الخاصة للهندسة والتكنولوجيا (بالفرنسية: École supérieure privée d'ingénierie et de technologie)‏ هي جامعة وكلية هندسة خاصة، تأسست في 2003.

يقع مقرها في أريانة في تونس.

## مقالات ذات صلة
- قائمة الجامعات في تونس

## روابط خارجية
- الموقع الرسمي.